# کرفت ۳۷۱۲
سیارک ۳۷۱۲ (به انگلیسی: 3712 Kraft، نامگذاری:1984YC) سه هزار و هفتصد و دوازدهمین سیارک کشف شده‌است که در ۲۲ دسامبر ۱۹۸۴ کشف شد.
قدر مطلق سیارک برابر ۱۱٫۶۰ است.